# Puerto Escondido
Puerto Escondido („versteckter Hafen“) ist eine ca. 30.000 Einwohner zählende Urlaubsstadt an der Pazifikküste im Bundesstaat Oaxaca im Süden Mexikos. Die Stadt ist vor allen Dingen ein Ziel für Badetouristen und Surfer.

## Lage und Klima
Puerto Escondido liegt ca. 250 km (Fahrtstrecke) südlich von Oaxaca de Juárez in einer Höhe bis zu 60 m; die kürzeste Straßenverbindung (ca. 760 km) nach Mexiko-Stadt führt über Acapulco. Das Klima ist überwiegend schwülwarm; Regen (ca. 1285 mm/Jahr) fällt hauptsächlich in den Monaten Juni bis Oktober.

## Bevölkerungsentwicklung
| Jahr      | 2000   | 2010   | 2020   |
| Einwohner | 18.484 | 25.902 | 29.903 |

Der stetige Bevölkerungszuwachs der Stadt beruht im Wesentlichen auf der immer noch anhaltenden Zuwanderung von Familien aus den Dörfern der Umgebung.

## Geschichte
Puerto Escondido war lange Zeit ein nur schwer erreichbarer Fischerort, der erst in den späten 1950er Jahren von Surfern entdeckt wurde und seitdem eine gemäßigte touristische Entwicklung erfuhr.

## Tourismus
Puerto Escondido ist berühmt für die sogenannte Mex Pipe, einer Rohrwelle an der Playa Zicatela, die zusammen mit einer ähnlichen Welle bei Hawaii zu den größten Wellen dieser Art in der Welt zählt. Sie erreicht im Herbst eine Höhe von bis zu zehn Metern.
Zahlreiche Strände sind von der Stadt aus zu erreichen. Die Playa Bacocho liegt im Westen, Richtung Acapulco, und ist mit ihrer Länge von ca. 1,5 km der zweitgrößte Strand nach der Playa Zicatela. Es folgen von Westen nach Osten die Playa Carrizalillo, Playa Angelito, die Bahía Principal und schließlich die Playa Zicatela, ganz im Osten Richtung Puerto Ángel und Huatulco.
Dank der südlichen Lage von Puerto Escondido herrscht auch in den Wintermonaten ein mildes Klima und die Meerwassertemperatur beträgt durchschnittlich 25 °C.